# Alfred Waterhouse
Alfred Waterhouse (19. července 1830 Liverpool – 22. srpna 1905 Yattendon) byl anglický architekt. Těžištěm jeho tvorby byly návrhy staveb ve stylu viktoriánské novogotiky, neuzavíral se však ani před styly zcela odlišnými. Mezi jeho nejvýznamnější díla patří zejména impozatní stavba novogotické radnice v Manchesteru a novorománská budova Přírodopisného muzea v Londýně.

## Život
Narodil se 19. července 1830 v Aigburthu na předměstí Liverpoolu do bohaté kvakerské rodiny. Jeho bratry byli Edwin Waterhouse, spoluzakladatel společnosti Price Waterhouse, která je současnosti součástí významné auditorské skupiny PricewaterhouseCoopers, a Theodore Waterhouse, zakladatel právnické firmy Waterhouse & Co., která se stala součástí mezinárodní společnosti Fieldfisher LLP se sídlem v londýnské City.
Vzdělání získal nejprve na kvakerské škole Grove House v Tottenhamu, poté studoval architekturu u Richarda Lana v Manchesteru. V mládí hojně cestoval po Evropě a studoval v Itálii, Francii a Německu. Po návratu začal s vlastní architektonickou činností v Manchesteru. Zde setrval po dvanáct let, poté v roce 1865 přesídlil do Londýna. V roce 1902 odešel na odpočinek a o tři roky později zemřel.

## Galerie

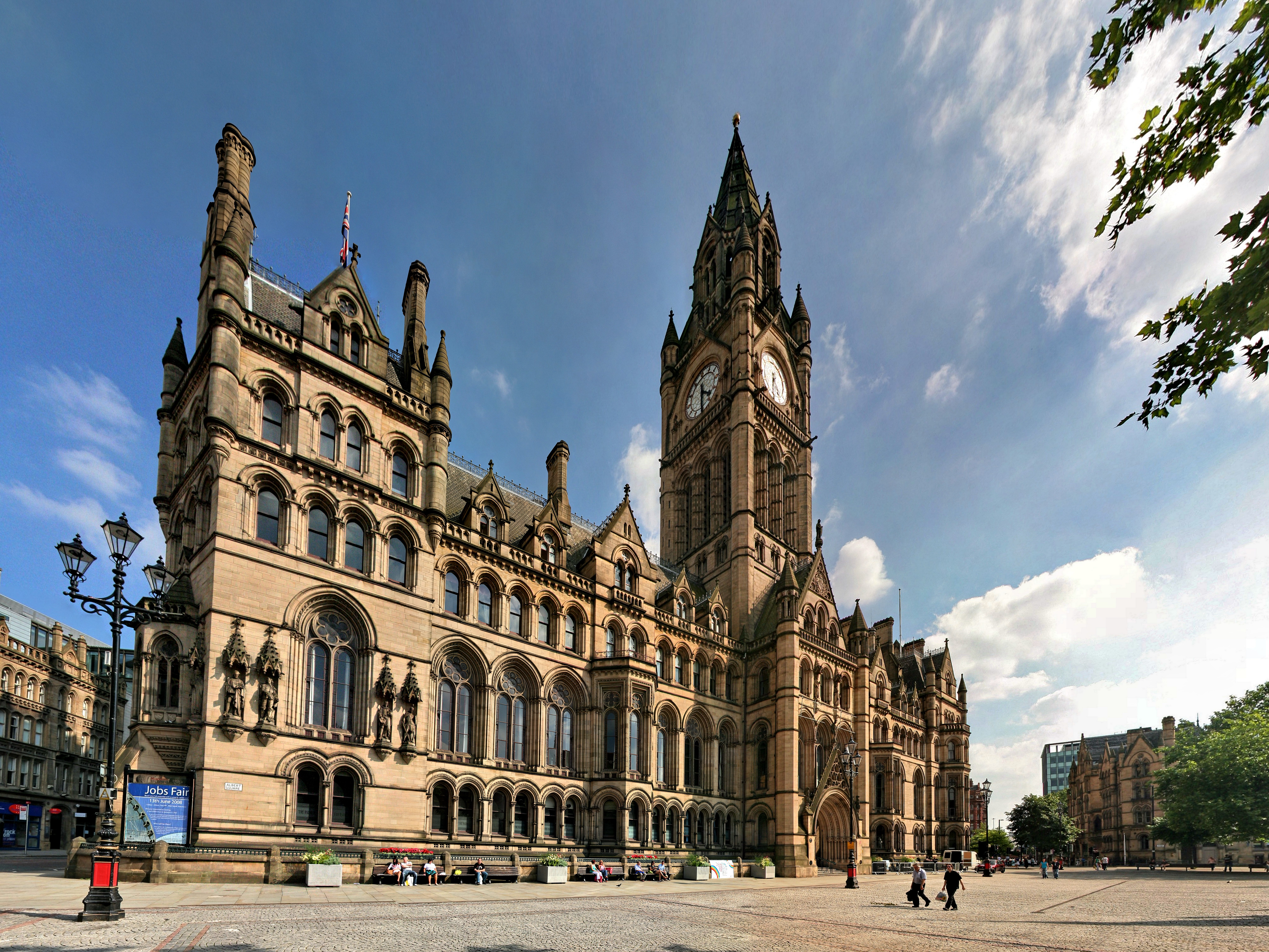
Radnice v Manchesteru (1868-77)
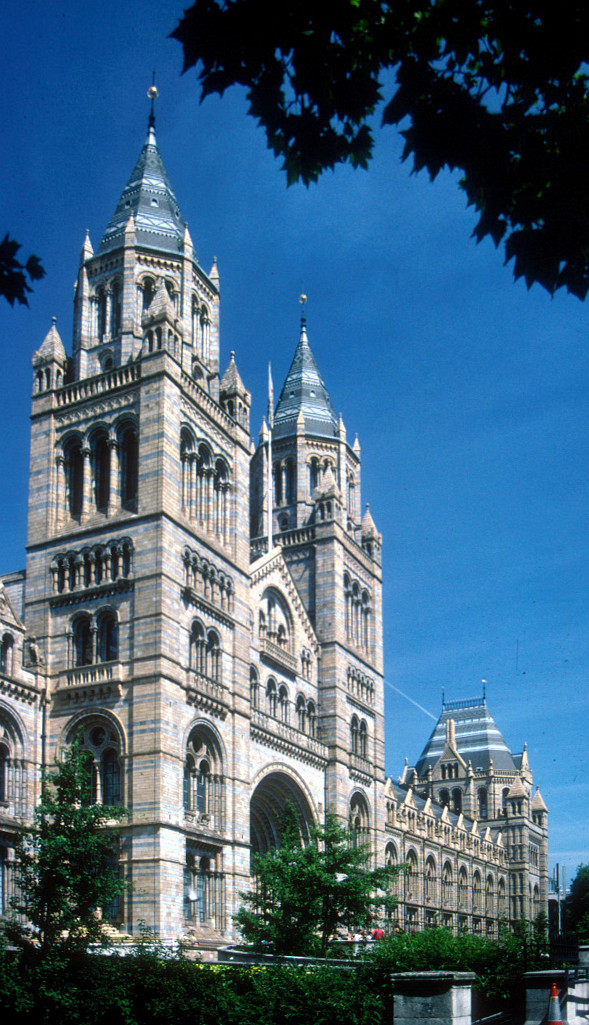
Přírodopisné muzeum v Londýně (1870-80)
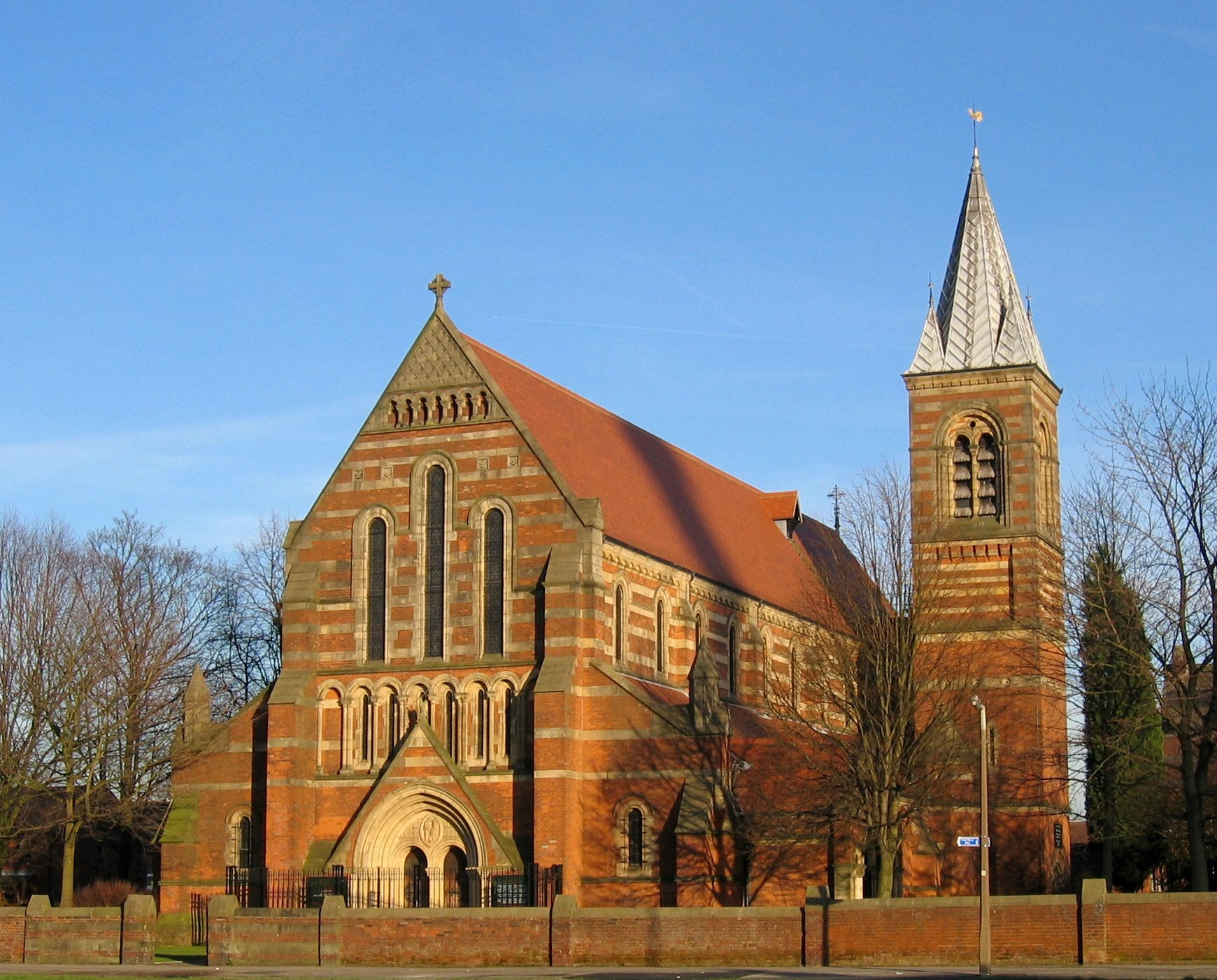
Kostel sv. Alžběty ve Stockportu (1883-85)
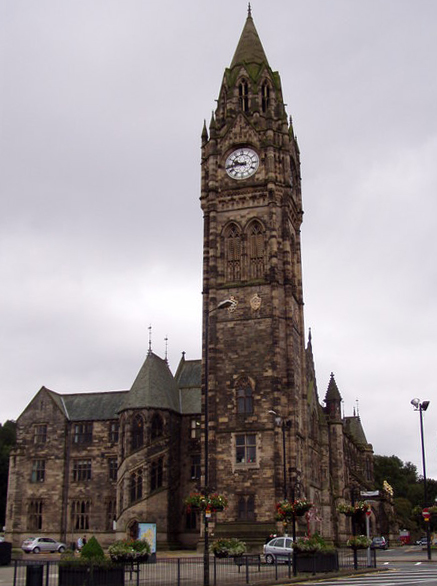
Věž radnice v Rochdale (1885-88)
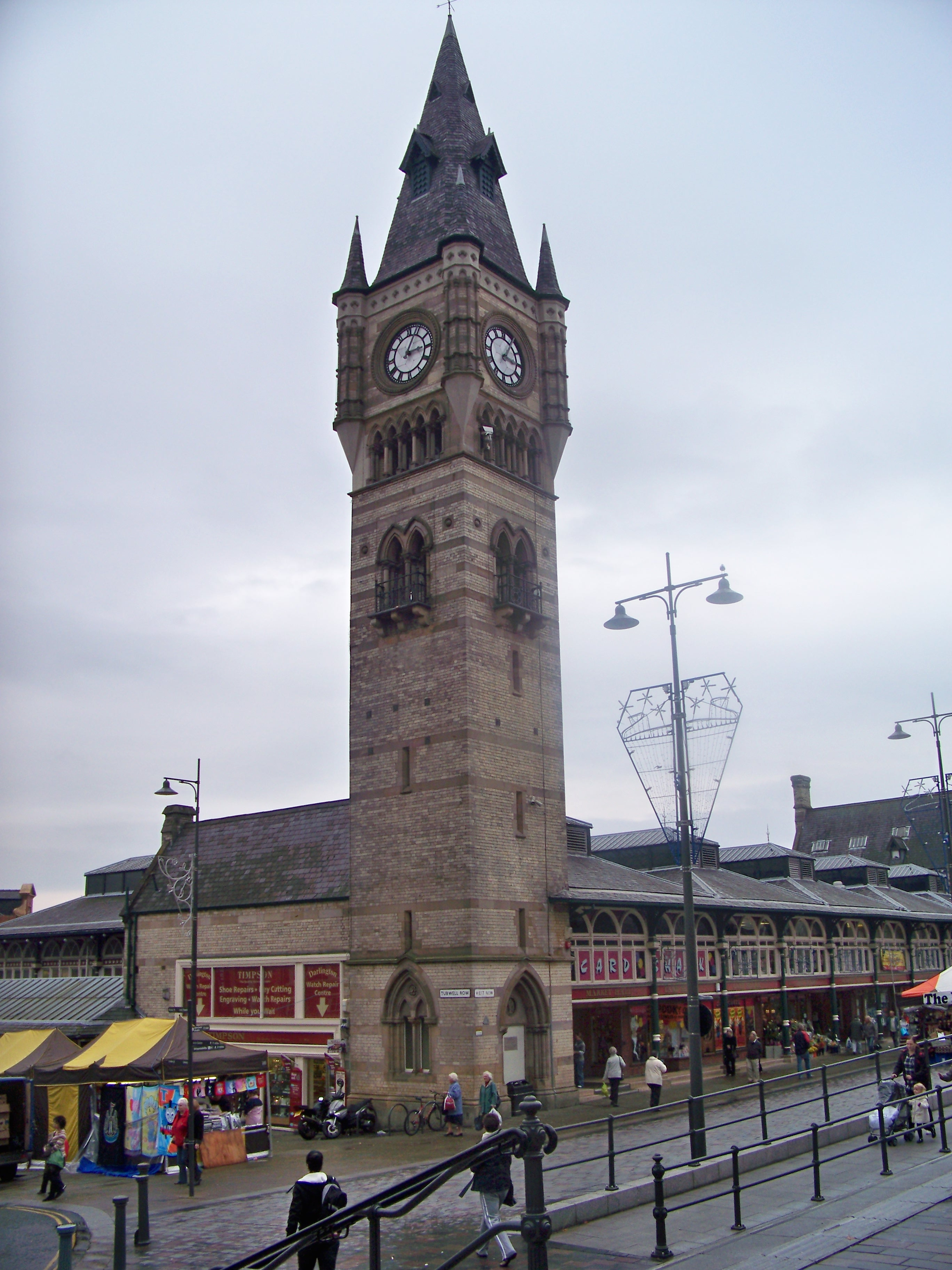
Budova tržnice v Darlingtonu (1861-64)
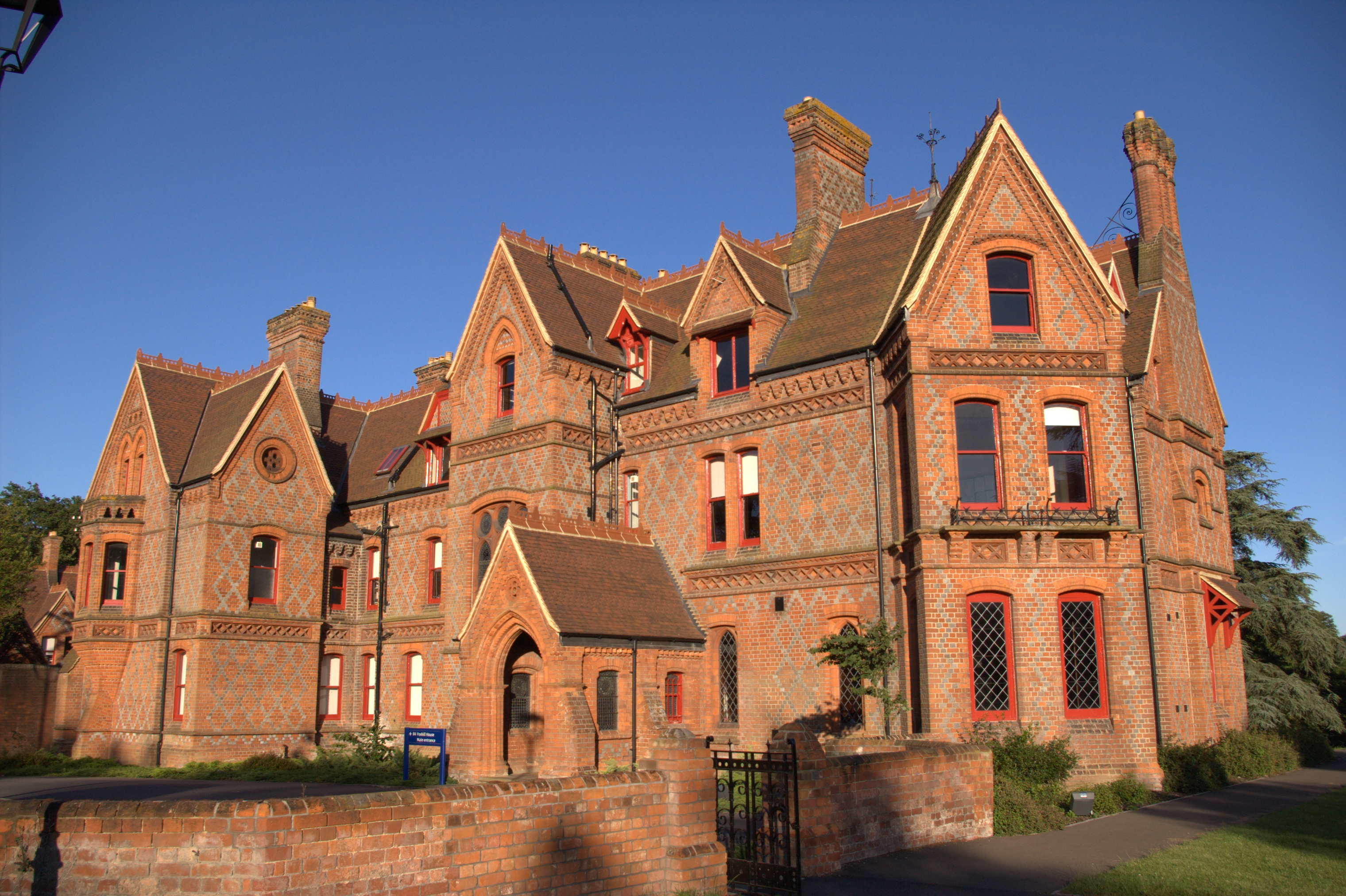
Foxhill House v Readingu (1867)
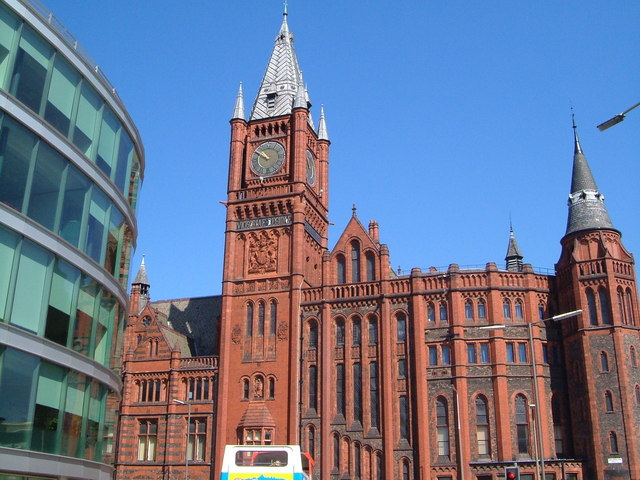
Victoria Building v Liverpoolu (1888)